# Генриетта Бельгийская
Генриетта Мария Шарлотта Антуанетта (нидерл. Henriëtte Marie Charlotte Antonia, фр. Henriette Marie Charlotte Antoinette; 30 ноября 1870, Брюссель — 28 марта 1948, Сьер, Вале) — бельгийская принцесса, старшая дочь графа Фландрии Филиппа Бельгийского и его супруги Марии Гогенцоллерн-Зигмаринген, племянница короля Бельгии Леопольда II и сестра короля Бельгии Альберта I.

## Жизнь
Принцесса Генриетта родилась в 1870 году вместе с сестрой-близнецом Жозефиной, скончавшейся через шесть недель. Наиболее трагическим событием юности принцессы послужила неожиданная смерть брата Бодуэна в 1891 году: брат умер, простудившись во время молитвы за здоровье болевшей инфлюэнцей Генриетты.
К началу первой мировой войны Генриетта с супругом имела владения в Бельгии, Франции и Швейцарии, однако после окончания войны их финансовое положение ухудшилось и они были вынуждены продать ряд владений.
В принципе, герцогине, как и всем членам Орлеанского дома, было запрещено пребывание во Франции при третьей республике. Однако для неё было сделано исключение и ей было разрешено поселиться в Люгрене, на берегу Женевского озера. В её тогдашнее окружение входил Клеман де Моньи (1873—1944), друг Марселя Пруста, один из прототипов Роберта де Сен-Лу из цикла «В поисках утраченного времени». Сама герцогиня могла быть одним из прототипов маркизы Вильпаризи. В 1931 году скоропостижно скончался герцог.
В 1948 году герцогиня умерла в швейцарском Сьерре. Она похоронена в родовой усыпальнице Орлеанского дома в Дрё.

## Семья и дети
В 1896 году Генриетта вышла замуж за Эммануэля Орлеанского, герцога Вандома. В этом браке родились четверо детей:
- Мария Луиза (31 декабря 1896 года — 1973 год)
- София (19 октября 1898 года — 1928 год)
- Женевьева (1901 год — 1983 год)
- Шарль (1905 год — 1970 год).

## Художница
Герцогиня была талантливой художницей-акварелисткой. Она написала и проиллюстрировала следующие книги:
- Цветы Альп, собранные в ходе моих поездок (фр. Fleurs des Alpes, cueillies dans mes excursions), Лозанна, Гонен и Сие, 1928[3]
- Наше путешествие в Африку (Алжир, Тунис, Марокко) (фр. Notre voyage en Afrique (Algérie, Tunisie, Maroc)), Париж, изд. «Gazette des Beaux-Arts», 1928, в 2 томах.
- (фр. Les Croix des Alpes), Брюссель, изд. бельгийского общества библиофилов, 1937[4]